# William R. Cotter

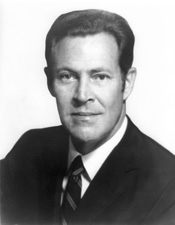
William R. Cotter

William Ross Cotter (* 18. Juli 1926 in Hartford, Connecticut; † 8. September 1981 in East Lyme, Connecticut) war ein US-amerikanischer Politiker. Zwischen 1971 und 1981 vertrat er den ersten Wahlbezirk des Bundesstaates Connecticut im US-Repräsentantenhaus.

## Werdegang
William Cotter besuchte die öffentlichen Schulen in Hartford und dann bis 1949 das dortige Trinity College. Danach begann er eine politische Laufbahn. Er wurde Mitglied der Demokratischen Partei und saß im Jahr 1953 im Stadtrat von Hartford. Von 1955 bis 1957 gehörte er zum Beraterstab von Gouverneur Abraham A. Ribicoff. Zwischen 1957 und 1964 war er stellvertretender und von 1964 bis 1970 eigentlicher Versicherungsbeauftragter (Insurance Commissioner) des Staates Connecticut. Zwischen 1954 und 1970 war er Delegierter auf allen regionalen Parteitagen der Demokraten in seinem Heimatstaat. In den Jahren 1964 und 1968 nahm er auch als Delegierter an den jeweiligen Democratic National Conventions teil.
Bei den Kongresswahlen des Jahres 1970 wurde William Cotter im ersten Distrikt von Connecticut in das US-Repräsentantenhaus in Washington, D.C. gewählt. Dort trat er am 3. Januar 1971 die Nachfolge von Emilio Q. Daddario an. Nach fünf Wiederwahlen konnte er sein Mandat im Kongress bis zu seinem Tod am 8. September 1981 ausüben.